# Eucestoda
Eucestoda, thường được gọi là sán dây, là phân lớp lớn hơn trong số hai phân lớp giun dẹp thuộc lớp Cestoda (phân lớp khác là Cestodaria). Ấu trùng có sáu đầu móc phía sau trên đầu sán, trái ngược với Cestodaria có mười móc. Tất cả các loài sán dây đều sống nội sinh trong động vật có xương sống, sống trong đường tiêu hóa hoặc các ống dẫn liên đới. Ví dụ như sán dây lợn (Taenia solium) với vật chủ chính là người và lợn là vật chủ phụ và Moniezia expansa, vật chủ chính là động vật nhai lại.